# Tebbeovo činidlo
Tebbeovo činidlo je organokovová sloučenina se vzorcem (C5H5)2TiCH2ClAl(CH3)2. Používá se k methylenacím karbonylových sloučenin, kdy přeměňuje R2C=O skupiny na R2C=CH2.
Jedná se o červeně zbarvenou pevnou látku, na vzduchu samozápalnou, se kterou se musí pracovat v anaerobním, bezvodém prostředí. Objevil ji Fred Tebbe.
Tebbeovo činidlo obsahuje dvě tetraedrická kovová centra spojená dvojicí můstkových ligandů. Na atom titanu jsou navázány dva cyklopentadienyly (C5H -
5 , Cp) a na atom hliníku dvě methylové skupiny. Atomy titanu a hliníku jsou navzájem propojeny jak methylenovým můstkem (-CH2-), tak i chloridovým můstkem a geometrie Ti–CH2–Al–Cl je téměř čtvercově rovinná.
Tebbeovo činidlo bylo první popsanou sloučeninou s methylenovým můstkem spojujícím přechodný kov (titan) a kov hlavní skupiny (hliník).

## Příprava
Tebbeovo činidlo se připravuje reakcí titanocendichloridu s trimethylhliníkem v toluenu.
Cp2TiCl2 + 2 Al(CH3)3 → CH4 + Cp2TiCH2AlCl(CH3)2 + Al(CH3)2Cl
Po přibližně 3 dnech se získá produkt rekrystalizací, která odstraní Al(CH3)2Cl. Přestože syntézy využívající izolované Tebbeovo činidlo vedou k čistějším produktům, tak byly dosaženy dobré výsledky i při použití činidla in situ. Místo izolace Tebbeova činidla se roztok před přidáním výchozích látek ochladí ledem.
Jiným způsobem je použití dimethyltitanocenu:
Cp2Ti(CH3)2 + Al(CH3)2Cl → Cp2TiCH2AlCl(CH3)2 + CH4
Nevýhodou tohoto postupu je, kromě potřeby Cp2Ti(CH3)2, obtížné oddělování produktu od nezreagovaných výchozích látek.

## Mechanismus reakcí
Samo Tebbeovo činidlo s karbonylovými sloučeninami nereaguje, nejprve musí být vystaveno Lewisově zásadě, například pyridinu, čímž vznikne aktivní Schrockův karben.
Podobně jako u Wittigových činidel reaktivitu řídí vysoká oxofilita titaničitých sloučenin. Schrockův karben (1) reaguje s karbonylovou sloučeninou (2) za tvorby oxatitanacyklobutanového meziproduktu (3). Tento cyklický meziprodukt nebyl nikdy izolován, pravděpodobně kvůli rychlému rozpadu na výsledný alken (5).

## Možnosti
Tebbeovo činidlo slouží k methylenacím karbonylových sloučenin, tuto přeměnu lze také provést pomocí Wittigovy reakce; i když je Tebbeovo činidlo účinnější, obzvláště u stericky zatížených karbonylových sloučenin. Tebbeovo činidlo je méně zásadité než Wittigova činidla a nezpůsobuje β-eliminace.
Methylenace probíhají i u esterů, laktonů a karboxamidů. Tebbeovo činidlo přeměňuje estery a laktony na enolethery a karboxamidy na enaminy. Pokud sloučenina obsahuje ketonové i esterové skupiny, tak keton za přítomnosti jednoho ekvivalentu činidla reaguje selektivně.
Tebbeovo činidlo methylenuje karbonylové sloučeniny, aniž by docházelo k racemizaci chirálních α uhlíků. Díky tomu má využití v reakcích cukrů, kde je třeba zachovat stereoizomerii.
Tebbeovo činidlo reaguje s acylchloridy za tvorby titaničitých enolátů nahrazením Cl−.

### Obměny
Tebbeovo činidlo lze obměňovat použitím různých ligandů., čímž se může měnit reaktivita komplexu, jež umožní provádění širšího rozsahu reakcí; například s chlorovanou obdobou lze dosáhnout cyklopropanací.